# Incilius gemmifer
Incilius gemmifer es una especie de anfibio anuro de la familia Bufonidae.

## Distribución geográfica
Esta especie es endémica de Guerrero en México. Habita en la costa noroeste de la ciudad de Acapulco.

## Descripción
El holotipo masculino mide 90 mm y el paratipo femenino 99.5 mm.

## Publicación original
- Taylor, 1940 "1939" : Herpetological Miscellany No I. The University of Kansas science bulletin, vol. 26, n.º 15, p. 489-571[5]